# 1976년 일본 프로 야구 올스타전
1976년 일본 프로 야구 올스타전은 1976년 7월 17일과 7월 18일, 7월 20일에 열린 일본 프로 야구의 올스타전 경기이다.

## 개요
전년도에 처음으로 일본 시리즈 정상에 오른 한큐 브레이브스의 우에다 도시하루 감독이 퍼시픽 리그 올스타팀을 이끌었고 센트럴 리그 첫 우승을 장식한 히로시마 도요 카프의 고바 다케시 감독이 센트럴 리그 올스타팀을 이끌었다.
히로시마의 우승과 동시에 세간의 주목을 받은 ‘최하위의 나가시마 교진’이 1976년 시즌 개막 이후부터 쾌조의 스타트를 끊으면서 승수를 쌓아나갔고 그해 올스타전에서도 오 사다하루를 비롯한 8명의 선수들이 출전했다.

## 출장 선수
| 센트럴 리그 | 센트럴 리그       | 센트럴 리그 | 센트럴 리그 |
| ----------- | ----------------- | ----------- | ----------- |
| 감독        | 고바 다케시       | 히로시마    |             |
| 코치        | 요나미네 가나메   | 주니치      |             |
| 코치        | 요시다 요시오     | 한신        |             |
| 투수        | 고바야시 시게루   | 요미우리    | 첫 출장     |
| 투수        | 가토 하지메       | 요미우리    | 4           |
| 투수        | 니우라 히사오     | 요미우리    | 첫 출장     |
| 투수        | 에모토 다케노리   | 한신        | 3           |
| 투수        | 야마모토 가즈유키 | 한신        | 첫 출장     |
| 투수        | 이케가야 고지로   | 히로시마    | 2           |
| 투수        | 사에키 가즈시     | 히로시마    | 2           |
| 투수        | 호시노 센이치     | 주니치      | 4           |
| 투수        | 스즈키 다카마사   | 주니치      | 2           |
| 투수        | 오쿠에 히데유키   | 다이요      | 첫 출장     |
| 투수        | 마쓰오카 히로무   | 야쿠르트    | 6           |
| 투수        | 히라마쓰 마사지▲  | 다이요      | 7           |
| 포수        | 다부치 고이치     | 한신        | 8           |
| 포수        | 요시다 다카시     | 요미우리    | 첫 출장     |
| 포수        | 후쿠시마 히사아키 | 다이요      | 첫 출장     |
| 1루수       | 오 사다하루       | 요미우리    | 17          |
| 2루수       | D. 존슨           | 요미우리    | 첫 출장     |
| 3루수       | 다카다 시게루     | 요미우리    | 8           |
| 유격수      | 후지타 다이라     | 한신        | 8           |
| 내야수      | 기누가사 사치오   | 히로시마    | 4           |
| 내야수      | G. 홉킨스         | 히로시마    | 첫 출장     |
| 내야수      | 가케후 마사유키   | 한신        | 첫 출장     |
| 내야수      | 마쓰바라 마코토   | 다이요      | 10          |
| 내야수      | 시마타니 긴지▲    | 주니치      | 2           |
| 외야수      | 하리모토 이사오   | 요미우리    | 17          |
| 외야수      | 스에쓰구 도시미쓰 | 요미우리    | 5           |
| 외야수      | 야마모토 고지     | 히로시마    | 4           |
| 외야수      | 야자와 겐이치     | 주니치      | 5           |
| 외야수      | 와카마쓰 쓰토무   | 야쿠르트    | 5           |
| 외야수      | 나카쓰카 마사유키 | 다이요      | 4           |

| 퍼시픽 리그 | 퍼시픽 리그       | 퍼시픽 리그 | 퍼시픽 리그 |
| ----------- | ----------------- | ----------- | ----------- |
| 감독        | 우에다 도시하루   | 한큐        |             |
| 코치        | 오기 아키라       | 긴테쓰      |             |
| 코치        | 다키우치 야스오   | 다이헤이요  |             |
| 투수        | 에나쓰 유타카     | 난카이      | 10          |
| 투수        | 야마다 히사시     | 한큐        | 5           |
| 투수        | 야마구치 다카시   | 한큐        | 2           |
| 투수        | 아다치 미쓰히로   | 한큐        | 6           |
| 투수        | 도다 요시노리     | 한큐        | 첫 출장     |
| 투수        | 스즈키 게이시     | 긴테쓰      | 10          |
| 투수        | 히가시오 오사무   | 다이헤이요  | 4           |
| 투수        | 무라타 조지       | 롯데        | 4           |
| 투수        | 야마우치 신이치   | 난카이      | 4           |
| 투수        | 사토 미치오       | 난카이      | 3           |
| 투수        | 노무라 오사무     | 닛폰햄      | 2           |
| 포수        | 노무라 가쓰야     | 난카이      | 20          |
| 포수        | 아리타 슈조       | 긴테쓰      | 첫 출장     |
| 포수        | 가와무라 겐이치로 | 한큐        | 첫 출장     |
| 1루수       | 가토 히데지       | 한큐        | 5           |
| 2루수       | 야마자키 히로유키 | 롯데        | 7           |
| 3루수       | 아리토 미치요     | 롯데        | 7           |
| 유격수      | 사다오카 지아키   | 난카이      | 2           |
| 내야수      | 오다 요시히토     | 닛폰햄      | 첫 출장     |
| 내야수      | B. 마르카노       | 한큐        | 2           |
| 내야수      | 후지와라 미쓰루   | 난카이      | 2           |
| 외야수      | 후쿠모토 유타카   | 한큐        | 6           |
| 외야수      | 오타 다쿠지       | 다이헤이요  | 첫 출장     |
| 외야수      | 시마모토 고헤이   | 긴테쓰      | 2           |
| 외야수      | 오쿠마 다다요시   | 한큐        | 첫 출장     |
| 외야수      | B. 윌리엄스       | 한큐        | 첫 출장     |
| 외야수      | 도이 마사히로     | 다이헤이요  | 13          |
| 외야수      | 가도타 히로미쓰   | 난카이      | 3           |

- 굵은 글씨는 팬 투표로 선출된 선수, ▲는 출장 사퇴 선수 발생에 의한 보충 선수.

## 올스타전 경기 결과

### 1차전
이 경기가 다이요 연고지 시절의 가와사키 구장에서 열린 마지막 올스타전이 됐다.

#### 스코어
| 팀 | 1 | 2 | 3 | 4 | 5 | 6 | 7 | 8 | 9 | R | H  | E |
| 퍼시픽 | 0 | 0 | 0 | 2 | 0 | 0 | 0 | 0 | 1 | 3 | 10 | 1 |
| 센트럴 | 0 | 0 | 0 | 0 | 0 | 1 | 0 | 0 | 0 | 1 | 7  | 2 |
| 승리 투수: 히가시오 오사무(다이헤이요) 패전 투수: 야마모토 가즈유키(한신) 세이브: 노무라 오사무(닛폰햄) 홈런: 퍼시픽 – 후쿠모토 유타카(한큐·9회 1점) |   |   |   |   |   |   |   |   |   |   |    |   |

#### 출장 선수
| 퍼시픽 | 퍼시픽 | 퍼시픽            |
| 타순   | 수비   | 선수              |
| ------ | ------ | ----------------- |
| 1      | (중)   | 후쿠모토 유타카   |
| 2      | (유)   | 야마자키 히로유키 |
| 3      | (一)   | 가토 히데지       |
| 4      | (우)   | 가도타 히로미쓰   |
| 5      | (포)   | 노무라 가쓰야     |
| 6      | (좌)   | 도이 마사히로     |
| 7      | (三)   | 아리토 미치요     |
| 8      | (二)   | B. 마르카노       |
| 9      | (투)   | 야마다 히사시     |

| 센트럴 | 센트럴 | 센트럴          |
| 타순   | 수비   | 선수            |
| ------ | ------ | --------------- |
| 1      | (三)   | 다카다 시게루   |
| 2      | (중)   | 야마모토 고지   |
| 3      | (좌)   | 하리모토 이사오 |
| 4      | (一)   | 오 사다하루     |
| 5      | (포)   | 다부치 고이치   |
| 6      | (우)   | 와카마쓰 쓰토무 |
| 7      | (二)   | 마쓰바라 마코토 |
| 8      | (유)   | 후지타 다이라   |
| 9      | (투)   | 이케가야 고지로 |

#### 수상 선수
MVP
- 아리토 미치요(롯데)

### 2차전

#### 스코어
| 팀 | 1 | 2 | 3 | 4 | 5 | 6 | 7 | 8 | 9 | R  | H  | E |
| 퍼시픽 | 2 | 1 | 0 | 0 | 1 | 3 | 2 | 1 | 1 | 11 | 16 | 0 |
| 센트럴 | 0 | 0 | 0 | 1 | 0 | 0 | 0 | 0 | 0 | 1  | 1  | 0 |
| 승리 투수: 야마구치 다카시(한큐) 패전 투수: 고바야시 시게루(요미우리) 홈런: 퍼시픽 – 가도타 히로미쓰(난카이·1회 2점), 후쿠모토 유타카(한큐·5회 1점), 오쿠마 다다요시(한큐·9회 1점) 센트럴 – 야마모토 고지(히로시마·4회 1점) |   |   |   |   |   |   |   |   |   |    |    |   |

#### 출장 선수
| 퍼시픽 | 퍼시픽 | 퍼시픽            |
| 타순   | 수비   | 선수              |
| ------ | ------ | ----------------- |
| 1      | (중)   | 후쿠모토 유타카   |
| 2      | (二)   | 야마자키 히로유키 |
| 3      | (一)   | 가토 히데지       |
| 4      | (우)   | 가도타 히로미쓰   |
| 5      | (유)   | 아리토 미치요     |
| 6      | (좌)   | 시마모토 고헤이   |
| 7      | (三)   | 후지와라 미쓰루   |
| 8      | (포)   | 가와무라 겐이치로 |
| 9      | (투)   | 야마구치 다카시   |

| 센트럴 | 센트럴 | 센트럴            |
| 타순   | 수비   | 선수              |
| ------ | ------ | ----------------- |
| 1      | (중)   | 야마모토 고지     |
| 2      | (유)   | 후지타 다이라     |
| 3      | (一)   | 오 사다하루       |
| 4      | (좌)   | 하리모토 이사오   |
| 5      | (포)   | 다부치 고이치     |
| 6      | (二)   | 마쓰바라 마코토   |
| 7      | (우)   | 스에쓰구 도시미쓰 |
| 8      | (三)   | 다카다 시게루     |
| 9      | (투)   | 고바야시 시게루   |

#### 수상 선수
MVP
- 가도타 히로미쓰(난카이)

### 3차전

#### 스코어
| 팀                                                                | 1 | 2 | 3 | 4 | 5 | 6 | 7 | 8 | 9 | R | H | E |
| 센트럴                                                            | 2 | 0 | 0 | 0 | 1 | 0 | 0 | 0 | 2 | 5 | 8 | 0 |
| 퍼시픽                                                            | 1 | 0 | 0 | 0 | 0 | 0 | 0 | 0 | 0 | 1 | 5 | 2 |
| 승리 투수: 에모토 다케노리(한신) 패전 투수: 에나쓰 유타카(난카이) |   |   |   |   |   |   |   |   |   |   |   |   |

#### 출장 선수
| 센트럴 | 센트럴 | 센트럴            |
| 타순   | 수비   | 선수              |
| ------ | ------ | ----------------- |
| 1      | (중)   | 야마모토 고지     |
| 2      | (유)   | 기누가사 사치오   |
| 3      | (좌)   | 하리모토 이사오   |
| 4      | (一)   | 오 사다하루       |
| 5      | (포)   | 다부치 고이치     |
| 6      | (二)   | 마쓰바라 마코토   |
| 7      | (우)   | 스에쓰구 도시미쓰 |
| 8      | (三)   | 다카다 시게루     |
| 9      | (투)   | 에모토 다케노리   |

| 퍼시픽 | 퍼시픽 | 퍼시픽          |
| 타순   | 수비   | 선수            |
| ------ | ------ | --------------- |
| 1      | (중)   | 후쿠모토 유타카 |
| 2      | (三)   | 후지와라 미쓰루 |
| 3      | (一)   | 가토 히데지     |
| 4      | (우)   | 가도타 히로미쓰 |
| 5      | (포)   | 노무라 가쓰야   |
| 6      | (좌)   | 도이 마사히로   |
| 7      | (二)   | B. 마르카노     |
| 8      | (유)   | 사다오카 지아키 |
| 9      | (투)   | 에나쓰 유타카   |

#### 수상 선수
MVP
- 요시다 다카시(요미우리)

## 같이 보기
- 일본 야구 기구
- 일본 프로 야구 올스타전